# Собінський
Со́бінський (рос. Собинский) — починок у складі Шарканського району Удмуртії, Росія.

## Населення
Населення — 10 осіб (2010; 9 у 2002).
Національний склад станом на 2002:
- росіяни — 89 %

## Урбаноніми[3]
- вулиці — Садова